# Manusehe

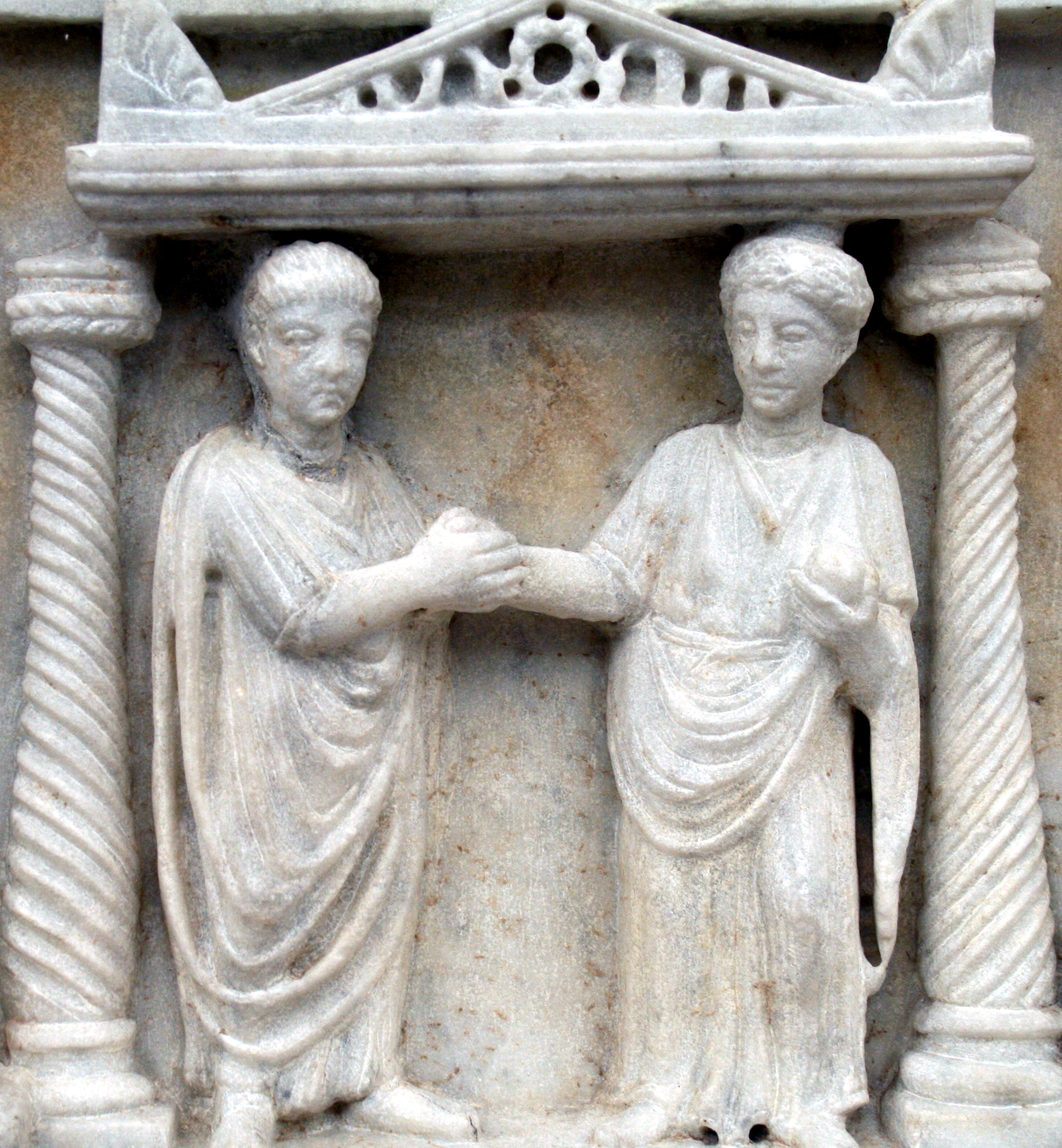
Römische Eheschließung auf einer Urne (Museo delle Terme di Diocleziano, Rom)

Die Manusehe (abgeleitet von lat. manus, „Hand“) war eine von zahlreichen Formen der Ehe im Römischen Reich. Sie war verbreitet zur legendären Zeit der Könige und nachweislich in der frühen römischen Republik.
Das Besondere dieser Form der Ehe war, dass die Ehefrau im Rahmen eines Formalaktes (confarreatio, coemptio) aus der Hand ihres Vaters in die Gewalt ihres Ehemannes beziehungsweise ihres Schwiegervaters, wenn der Ehemann selbst noch unter der väterlichen patria potestas stand, überging. Manus war insoweit ein Verfügungsrecht, denn die Frau gehörte damit nicht mehr zu ihrer Herkunftsfamilie, sondern zur Familie ihres Ehemannes. Ihre rechtliche Stellung dort war die einer (vermögenslosen) Tochter (filiae loco).
Starb die Frau vor ihrem Ehemann, fand aufgrund ihrer Vermögensunfähigkeit kein Erbgang statt, denn ein Nachlass war nicht vorhanden. War hingegen der Ehemann vorversterbend, erbte sie zusammen mit den Kindern (sui heredes) aufgrund eines vom ius civile eingeräumten gesetzlichen Erbrechts in der ersten der abwärts gestaffelten Klassen. Sui heredes bedeutet in diesem Zusammenhang, dass sie – ebenso wie die Hauskinder – „gewaltfrei“ werden und folglich die Vermögensfähigkeit zurückerlangen, die zur zukünftigen Verwaltung ihres Nachlasses unverzichtbar ist.
Im Gegensatz zur „manus-freien“ Ehe war eine Scheidung praktisch unmöglich und die Mitgift (dos) gehörte dauerhaft ihrem Ehemann. In der späten Republik und in der Kaiserzeit wurde die Manusehe kaum noch geschlossen und wich Hochzeiten (nuptiae) beziehungsweise formlosen Ehebünden. Allerdings war es dem Mann selbst dann möglich, manus an seiner Frau ersitzungsweise zu erwerben (usus).